# چشمه آب گرم حاجی‌آباد
چشمه آب گرم حاجی‌آباد یکی از نقاط دیدنی استان هرمزگان در جنوب ایران است.           
چشمه آب گرم حاجی‌آباد در مسیر جاده بندرعباس  به سمت حاجی‌آباد (هرمزگان) و در حدود ۳۰ کیلومتری شرق حاجی‌آباد در دامنه کوهی قرار دارد. آب این چشمه از شکاف سنگ‌های آهکی مارین خارج می‌شود و عامل تشکیل آن تکتونیک صفحه‌ای است. آب چشمه در ردیف آب‌های گوگردی
با کاتیون‌ها و آنیون‌های مختلف گرم است.

## منبع
- زنده دل، دستیاران، حسن. (مجموعه کتابهای راهنمای جامع ایرانگردی استان هرمزگان)  ج۱. چاپ وانتشار سال ۱۹۹۸ میلادی.

چشمه آبگرم معدنوئیه(بین روستای معدنوئیه وتزرج)در جاده بندر عباس به حاجی آباد ۳۰کیلومترمانده به حاجی آبادبعد از تونل که در نزدیکی ایستگاه قطار تزرج واقع گردیده است